# Picathartoidea
Picathartoidea — надродина горобцеподібних птахів інфраряду Passerida. Містить 5 видів у 3 родинах.

## Поширення
Представники надродини поширені в Африці та Південно-Східній Азії.

## Таксономія
Таксон виділений у 2012 році з надродини Corvoidea.

### Систематика
- родина Picathartidae Lowe, 1938 (2 види)
  - рід Picathartes Lesson, 1828
    - Picathartes gymnocephalus (Temminck, 1825) — Гологолов західний
    - Picathartes oreas Reichenow, 1899 — Гологолов східний
- родина Chaetopidae (2 види)
  - рід Chaetops Swainson, 1832
    - Chaetops aurantius Layard, 1867  — Скельник східний
    - Chaetops frenatus (Temminck, 1826) — Скельник великий
- родина Eupetidae Bonaparte, 1850 (1 вид)
  - рід Eupetes Temminck, 1831
    - Eupetes macrocerus  Temminck, 1831 — Флейтист малазійський